# Pholcus manueli
Pholcus manueli är en spindelart som beskrevs av Willis J. Gertsch 1937. Pholcus manueli ingår i släktet Pholcus och familjen dallerspindlar. Inga underarter finns listade i Catalogue of Life.